# 카바요섬
카바요섬(Caballo Island, 스페인어로 ‘말섬’이라는 뜻)은 필리핀 마닐라만 입구에 위치한 절벽, 바위 투성이의 섬이다. 길이는 약 1.2km에 가장 높은 곳이 해발 116m에 달한다. 카바요 섬은 더 북쪽 2km 지점에 있는 더 큰 코레히도르 섬과 함께 만으로 들어가는 입구를 남북 수로로 알려진 두 개의 넓고 깊은 수로로 분할한다.
제2차 세계대전 이전에는 섬 전체를 미군 방어 기지인 휴즈 요새가 방어를 위해 점령하고 있었다. 그 전쟁 동안 이곳은 심하게 폭격을 당했다.

## 지리적 역사
카바요 섬과 코레히도르 섬은 코레히도르 칼데라의 테두리로 추측되고 있다. 이 두 섬 사이의 틈은 단지 1/4 마일에 깊이는 7 파톰이고, 대형 배는 이용을 하지 않는다.

## 현재
이 섬은 현재 필리핀 해군이 점령하고 있고, 민간인에게는 접근 금지 구역이 다. 이전 요새, 포대, 그리고 구조물의 유물은 제2차 세계 대전 이후 버려져서 방치되어 녹슬어 있다.

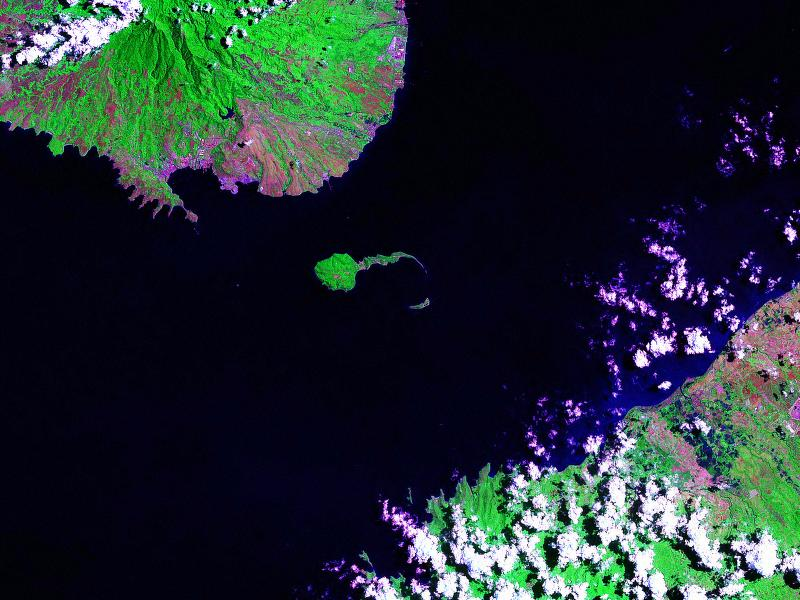
카바요섬과 코레히도르섬은 마닐라만 입구를 분할하고 있다.

2014년 11월, 리베리아에서 온 필리핀 평화감시단은 에볼라 방역을 위해 21일간 방역활동을 하고 본토로 돌아갔다.

## 같이 보기
- 마닐라만